# Dyje

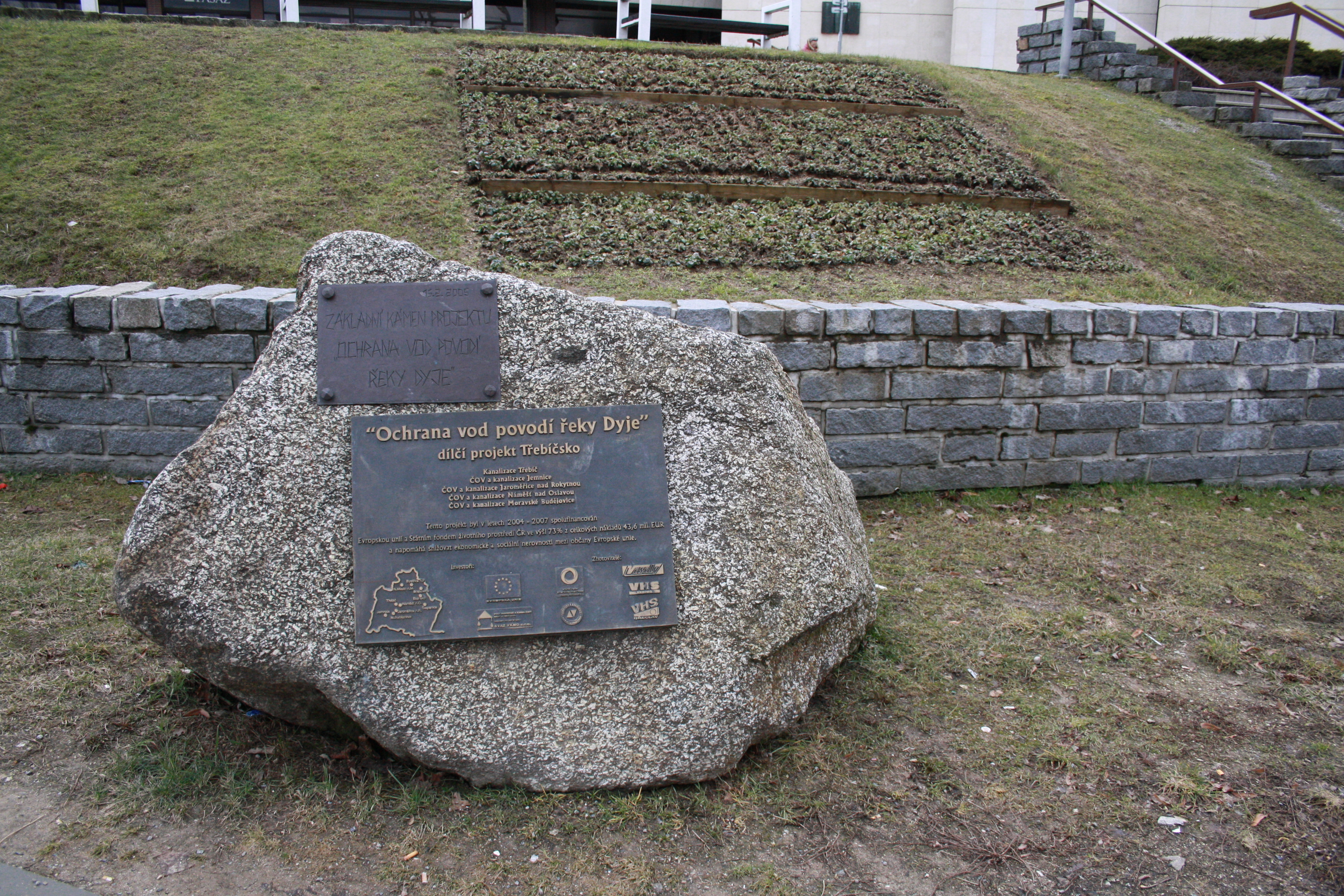
Základní kámen programu Ochrana povodí řeky Dyje

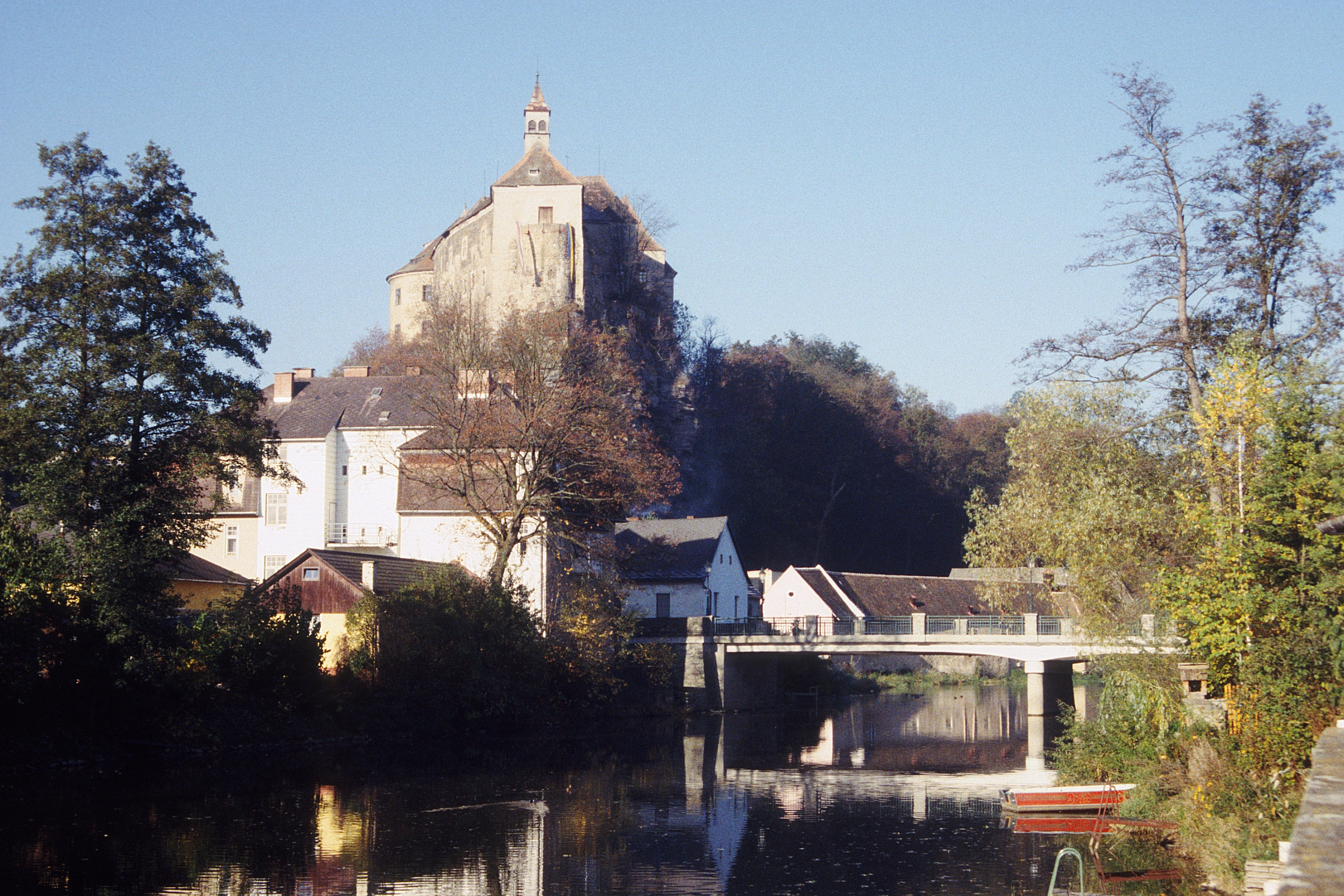
Začátek Dyje v Raabsu

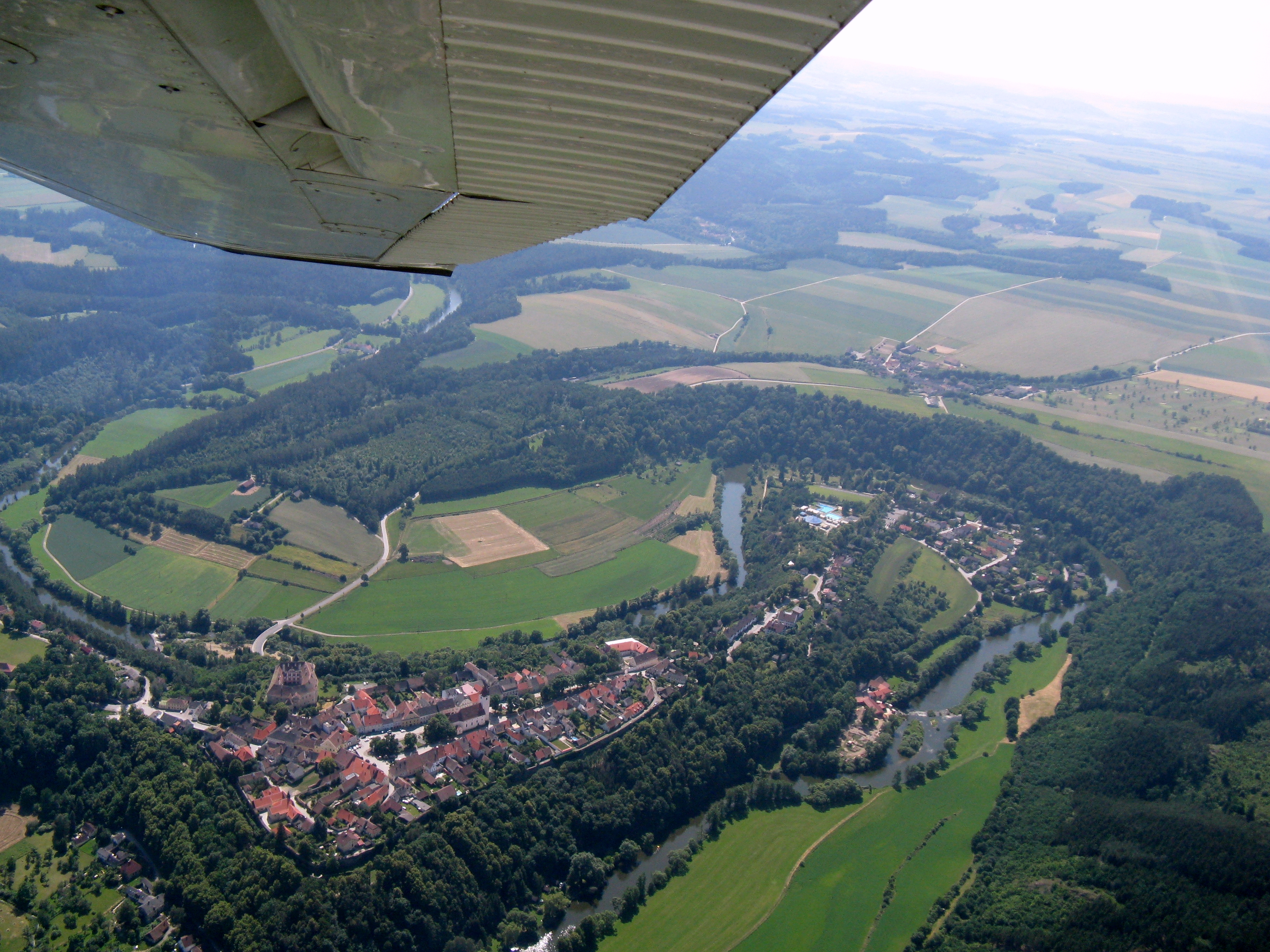
Dyje obtékající městečko Drosendorf

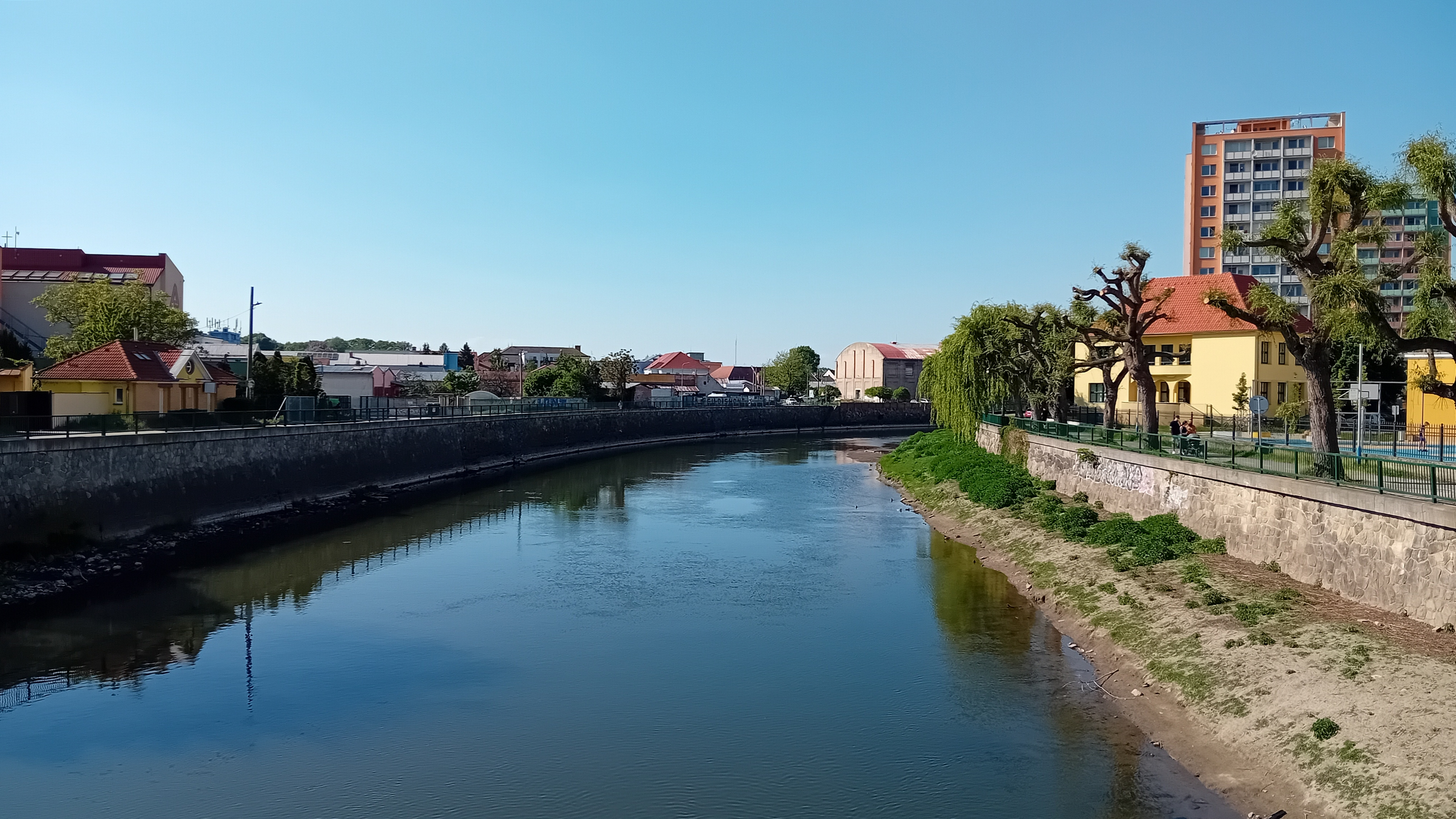
Dyje v Břeclavi

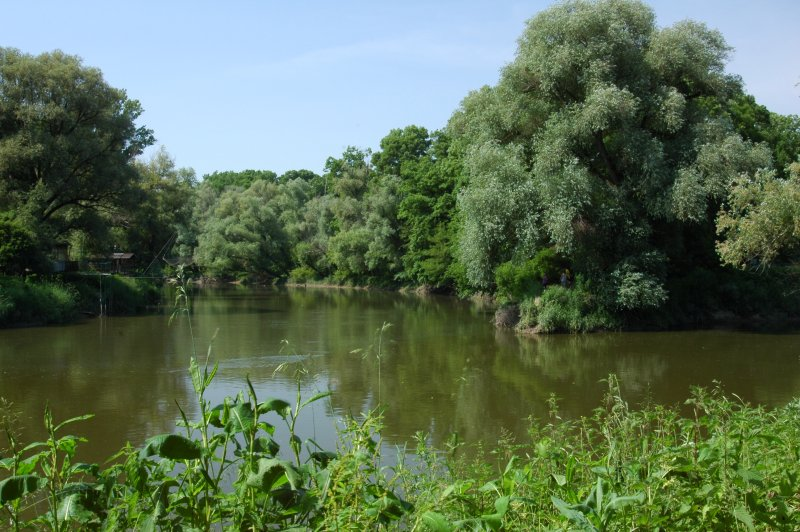
Soutok Dyje a Moravy

Dyje (moravsky Dyja, německy Thaya) je středoevropská řeka vzniklá spojením Rakouské Dyje a Moravské Dyje v Dolních Rakousích a tekoucí dále na pomezí Rakouska (Dolní Rakousy) a Česka (Jihomoravský kraj), převážně po území Moravy. Délka toku činí 235,4 km, včetně delší zdrojnice Rakouské Dyje 311 km. Plocha povodí měří 13 419 km², z toho 11 164,7 km² je v Česku (tj. 14 % rozlohy státu). Části toku tvoří státní hranici mezi Českou a Rakouskou republikou (jihozápadně od Znojma v okolí Hardeggu, krátký úsek u Hrabětic, západní hranice Dyjského trojúhelníku). Dyje se na česko-slovensko-rakouském trojmezí vlévá do řeky Moravy jako její nejdelší přítok.

## Název
Název řeky patrně sahá až do předkeltského období. Indoevropský kořen -dheu- ve významu „téct, tekoucí“ byl v době římské zkomolen na dujas, z čehož staří Slované odvodili v 7. či 8. století Dyja. Bavorští kolonizátoři Východní marky (Rakouska) pak termín Dyja v 11. století převzali a zkomolili na Taja. Kosmova kronika česká řeku Dyji zmiňuje k roku 1082. V zahraničí (kromě Slovanů) je většinou užíván německý název Thaya.

## Průběh toku

### Raabs – Znojmo
Dyje vzniká soutokem dvou zdrojnic, Moravské Dyje a o něco delší Rakouské (Německé) Dyje, pod hradem Rakousem (Raabs) v severním Rakousku. Údolí řeky Dyje má v celém úseku charakter meandrujícího kaňonu zařezaného do Českého masivu, vede nejprve krátce na jihovýchod, pak na severovýchod a znovu na jihovýchod. Pod Drosendorfem, kde zprava přijímá Thumeritzbach, opouští rakouské území a vtéká na Moravu, do okresu Znojmo, kde záhy začíná vzdutí Vranovské přehrady, dlouhé 30 km. Do nádrže se pod Bítovem zleva vlévá Želetavka.
Pod přehradou, mezi Vranovem nad Dyjí a Znojmem, se nachází nejcennější část dyjského kaňonu, kde byl v roce 1991 vyhlášen Národní park Podyjí. Dyje zde vytváří unikátní říční fenomén s mnohými meandry, hluboce zaříznutými údolími bočních přítoků (zprava Fugnitz a Kajabach, zleva Klaperův potok), nejrůznějších skalních útvarů a kamenných moří a vysokou pestrostí rostlinných a živočišných společenstev danou střídavou expozicí svahů od jižní až po severní, takže se zde nacházejí v těsné blízkosti jak lesostepní lokality pronikající z panonské oblasti, tak lokality dubohabrových lesů. Ve většině tohoto úseku tvoří Dyje česko-rakouskou státní hranici a na rakouské straně na český NP bezprostředně navazuje Národní park Thayatal, vyhlášený roku 2000. Oba národní parky mají dohromady 76 km². Velkým meandrem Šobes se tok opět stáčí na severovýchod a před Znojmem je vzdut malou vodní nádrží.

### Znojmo – Nové Mlýny
Za malebným údolím pod historickým jádrem Znojma, největšího města na celém toku řeky, vstupuje Dyje do Dyjskosvrateckého úvalu. Tudy teče na jihovýchod nejprve kaňonem a posléze stále mělčím údolím v polní venkovské krajině až k Laa an der Thaya, kde se opět dotýká rakouského území, přijímá svůj největší pravostranný přítok Pulkavu, a pokračuje ostrým ohybem v již regulovaném korytě na severoseverovýchod, podél státní hranice. Od ní se opět vzdaluje nad Novosedly (okres Břeclav), kde přijímá zleva Jevišovku a její tok se rozšiřuje a zpomaluje vzdutím kaskády rozsáhlého vodního díla Nové Mlýny, které ze severu obkružuje Pavlovské vrchy. Toto dílo budí dodnes kontroverze pro své ekologické dopady, hraje však důležitou roli v protipovodňové ochraně území níže na toku. Do prostřední nádrže Nových Mlýnů se společným ústím vlévají zleva dva nejvýznamnější dyjské přítoky, Jihlava a Svratka.
Podle historických pramenů a archeologických a stratigrafických výzkumů vedl původní tok Dyje pravděpodobně úvalem od Novosedel kolem Mikulova k Lednici, kudy dnes tečou Polní potok (protisměrně) a Včelínek. Tento fakt dokládá např. Kosmova kronika, která k roku 1082 uvádí Dyji jako jižní hranici Moravy, rozdvojení Dyje u Novosedel je popsáno v tzv. Fürstenbuchu ještě ve 13. století – mezi rameny tak existoval říční ostrov s Pavlovskými vrchy. Později se tok stabilizoval pouze do severního ramene Dyje přes Mušov.

### Nové Mlýny – ústí
Novomlýnskou přehradou Dyje vstupuje Věstonickou branou mezi Jihomoravskými a Středomoravskými Karpaty do Dolnomoravského úvalu a teče zhruba na jihovýchod a posléze na jih. Její zbylý tok je téměř celý regulován, takže o původním charakteru řeky nyní vypovídají pouze zbytky lužních lesů se zachovanými starými říčními rameny a meandry. Značnou částí dolního toku teče Dyje po severním a východním okraji komponované krajiny Lednicko-valtického areálu. Pod Podivínem se do ní zleva vlévá Trkmanka. Pak protéká druhým největším a posledním sídlem přímo na toku, Břeclaví, kde tvoří dvěma rameny říční ostrov a zprava přijímá Včelínek. Nedlouho poté opět dosahuje hranice s Rakouskem a tvoří ji až do konce svého toku. Krátce předtím, než zaústí zprava do Moravy, vlévá se do ní ještě Kyjovka. Soutok Dyje a Moravy je česko-rakousko-slovenským trojmezím a nejjižnějším a nejníže položeným (148 m n. m.) bodem území Moravy. Do roku 1920 vedla moravsko-rakouská hranice severněji, viz Dyjský trojúhelník.
Přestože je v místě soutoku Dyje delší a má i větší povodí než Morava, vlivem nižších srážkových úhrnů ve stínu Českomoravské vrchoviny je zřetelně méně vodná, a proto se bere za její přítok.

### Významné přítoky
Povodí Dyje je velmi nerovnoměrné, mnohem více a větších přítoků přijímá zleva.
- Moravská Dyje, levá zdrojnice, dlouhá 68,2 km, ř. km 287,0
- Rakouská Dyje, pravá zdrojnice, dlouhá 75,8 km, ř. km 287,0
- Želetavka, zleva, ř. km 190,7
- Pulkava, zprava, ř. km 98,0
- Jevišovka, zleva, ř. km 83,1
- Jihlava a Svratka, zleva, ř. km 66,0
- Trkmanka, zleva, ř. km 34,5
- Kyjovka, zleva, ř. km 8,0

## Vodní režim
Průměrný průtok u ústí činí 43,9 m³/s.

### Hlásné profily
| Místo                          | Říční km | Plocha povodí | Průměrný průtok (Qa) | Stoletá voda (Q100) |
| ------------------------------ | -------- | ------------- | -------------------- | ------------------- |
| Schwarzenau (na Rakouské Dyji) | 294,10   | 175,50 km²    | 1,05 m³/s            | 100 m³/s            |
| Raabs                          | 235,30   | 1400,00 km²   | 7,02 m³/s            | 360 m³/s            |
| Podhradí nad Dyjí              | 202,70   | 1755,95 km²   | 8,50 m³/s            | 390 m³/s            |
| Vranov nad Dyjí (Zadní Hamry)  | 173,50   | 2227,99 km²   | 9,74 m³/s            | 260 m³/s            |
| Znojmo (VD Znojmo)             | 132,70   | 2499,15 km²   | 10,30 m³/s           | 244 m³/s            |
| Hevlín                         | 95,40    | 3113,50 km²   | 11,60 m³/s           | 265 m³/s            |
| Hrabětice (Trávní Dvůr)        | 88,70    | 3531,36 km²   | 12,30 m³/s           | 280 m³/s            |
| Přítluky (VD Nové Mlýny)       | 52,30    | 11878,00 km²  | 41,10 m³/s           | 820 m³/s            |
| Ladná                          | 32,30    | 12279,97 km²  | 41,70 m³/s           | 770 m³/s            |

### Povodně
Povodí řeky bylo postiženo povodněmi v letech 1997 (spíše okrajově), 2002 a především v roce 2006. Na jaře 2006 došlo při povodních k přetečení a poškození všech přehradních hrází na toku řeky. Povodeň nebyla schopna zadržet ani soustava nádrží Nové Mlýny a došlo mj. k vážnému poškození zámeckých zahrad v Lednici.

## Využití

### Vodní díla na Dyji

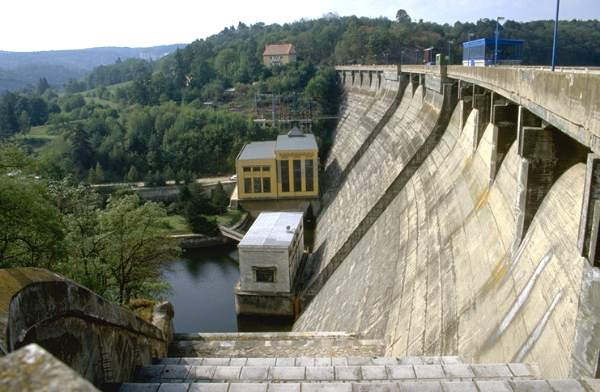
Hráz nádrže Vranov

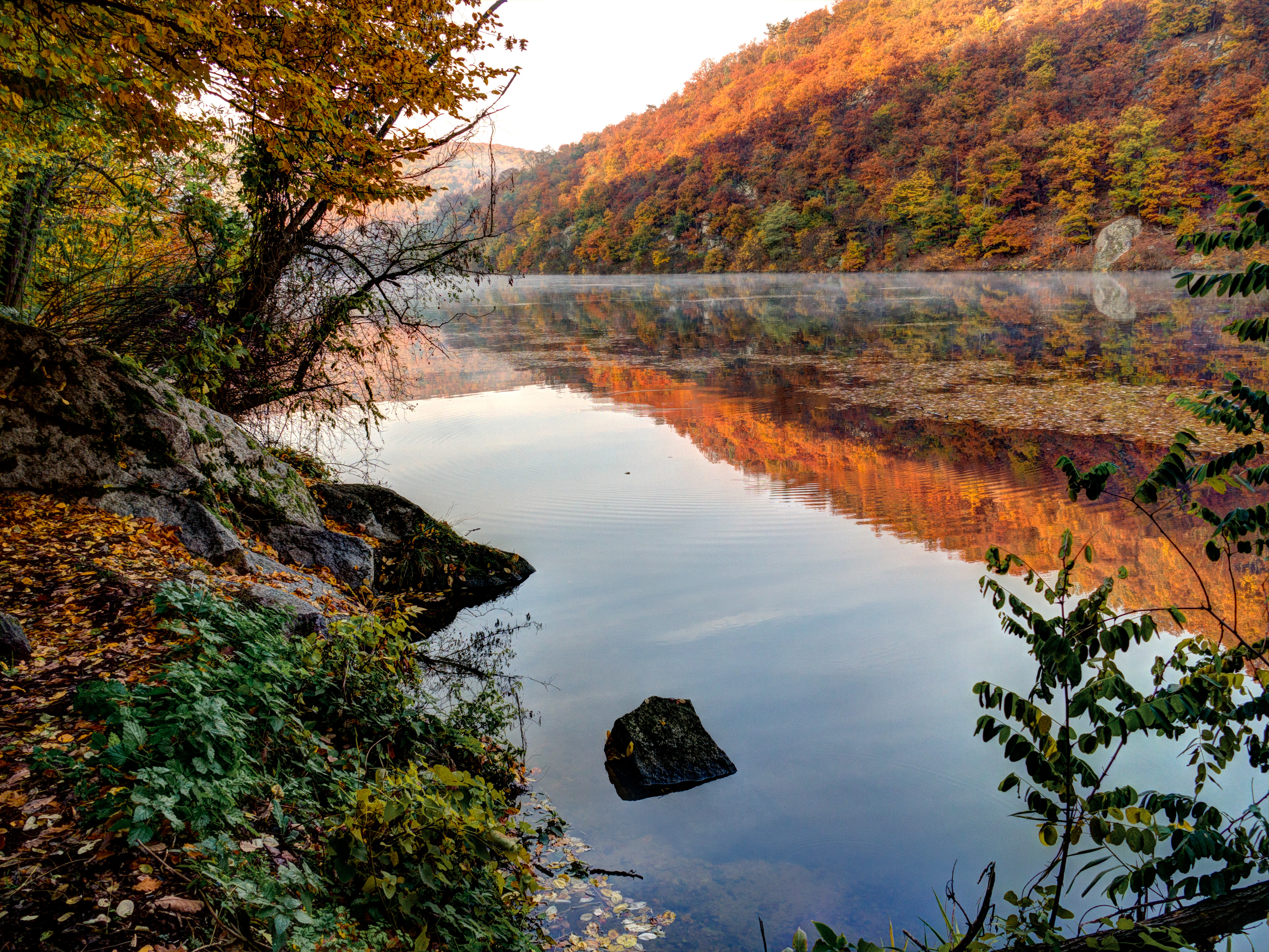
Znojemská přehrada

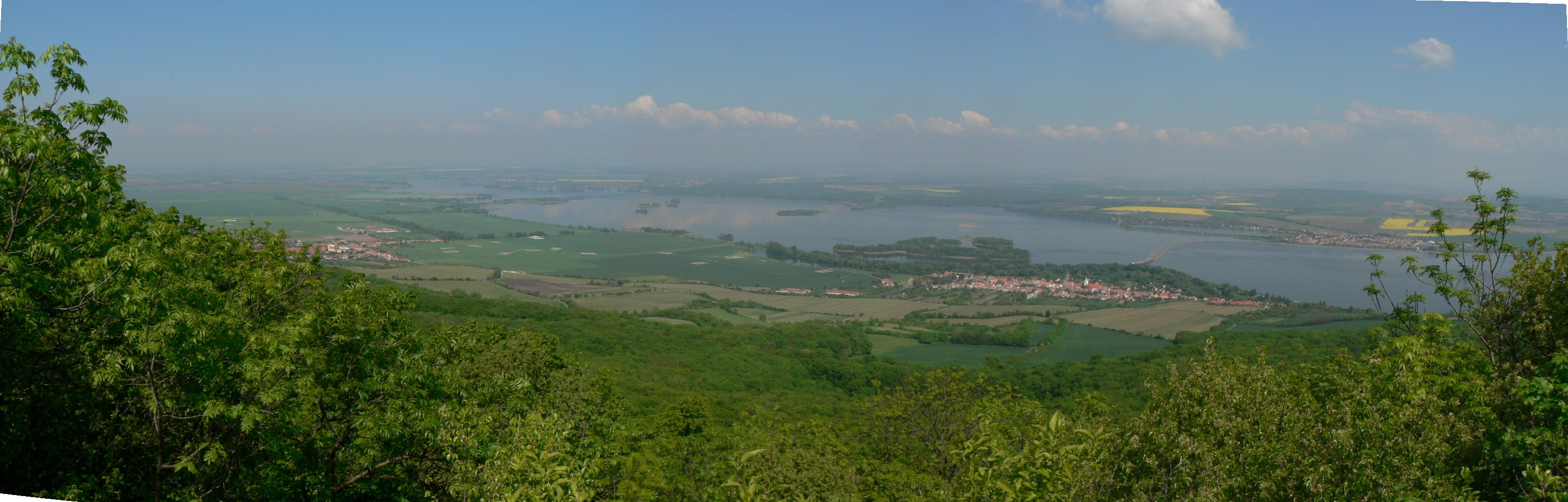
Novomlýnské nádrže

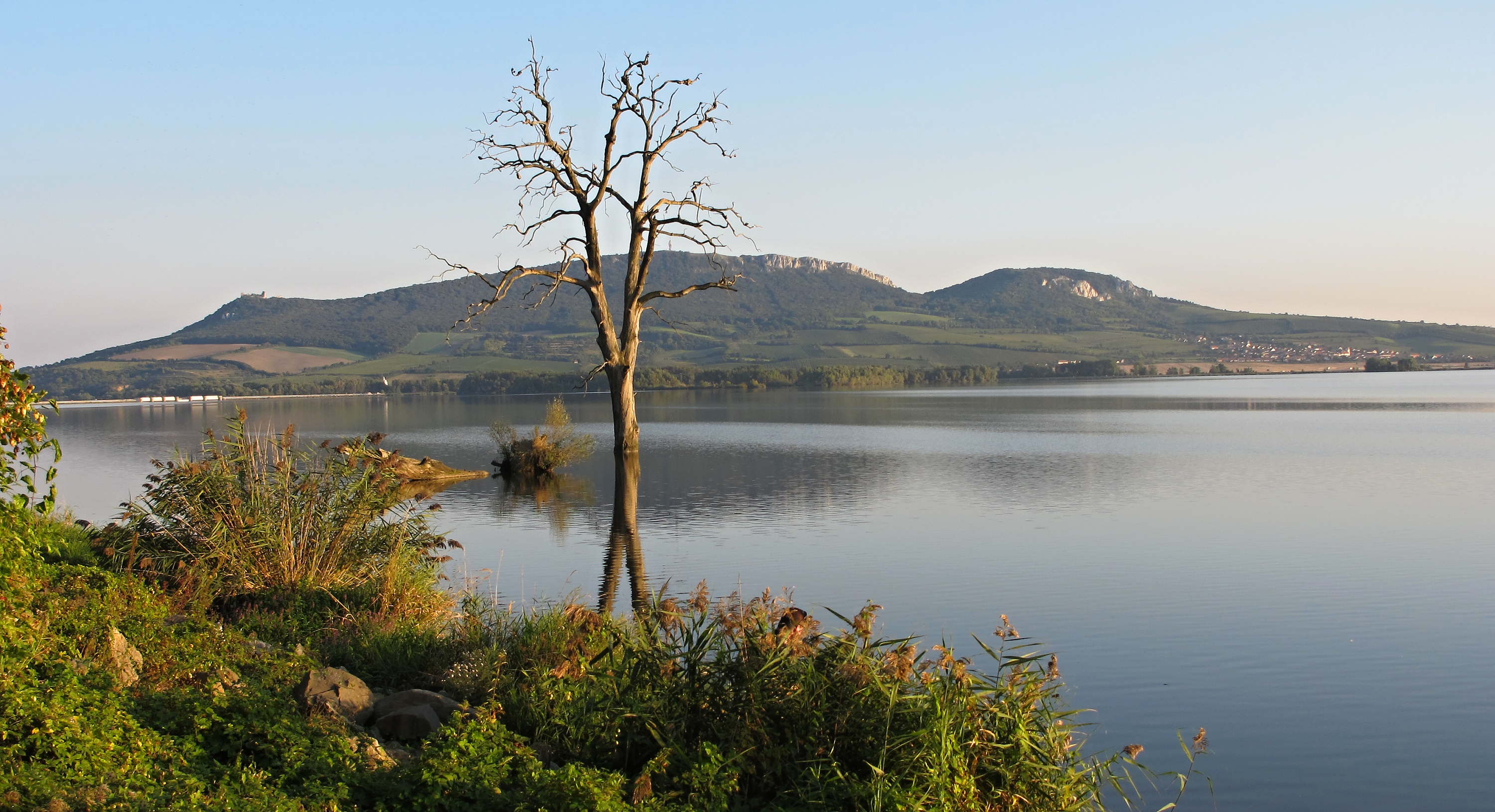
Střední nádrž Novomlýnské kaskády pod Pavlovskými vrchy

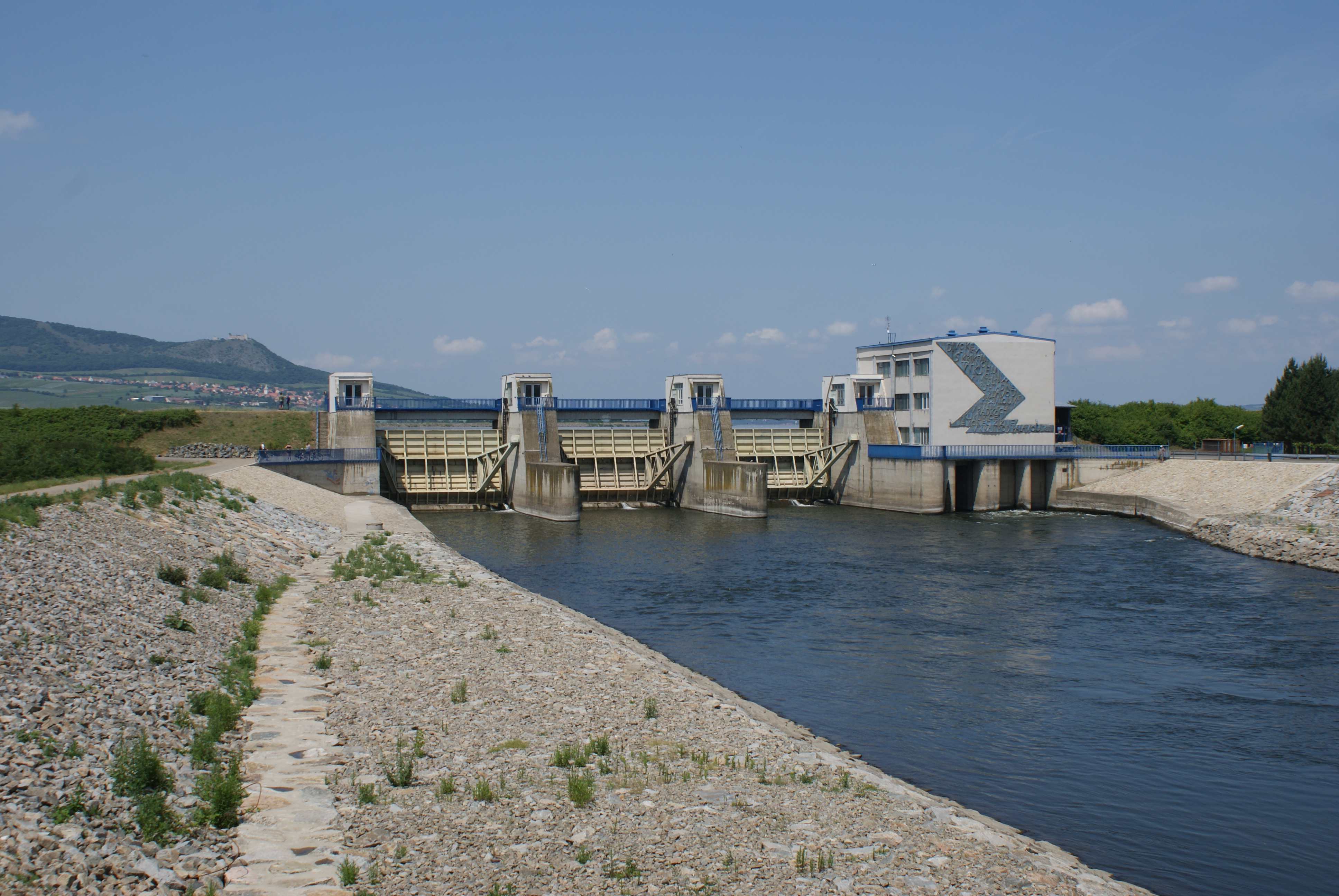
Výtok Dyje z dolní novomlýnské nádrže

Tok řeky je v Česku uměle přehrazen na pěti místech (nepočítaje v to jezy apod.):
| Název      | říční km | nadmořská výška hladiny | Qprům m³/s | Q100 m³/s | Qmax. m³/s | Elektrárna | Typ        | Qel m³/s |
| ---------- | -------- | ----------------------- | ---------- | --------- | ---------- | ---------- | ---------- | -------- |
| Vranov     | 175,4    | 348,45                  | 9,74       | 260       | 364        | 18,9 MW    | akumulační | 45       |
| Znojmo     | 132,8    | 225,6                   | 10,25      | 280       | 379        | 1,4 MW     | průtočná   | 12       |
| Mušov      | 68,2     | 171,4                   | 13,3       | 290       | viz dolní  | N/A        | N/A        | N/A      |
| Věstonice  | 64,0     | 170,35                  | 40,9       | viz dolní | viz dolní  | N/A        | N/A        | N/A      |
| Nové Mlýny | 52,2     | 170,35                  | 40,9       | 820       | 657        | 2,4 MW     | průtočná   | 48       |

### Přírodní a kulturní zajímavosti
Řeka Dyje protéká jedněmi z nejkrásnějších a nejzachovalejších míst na pomezí Moravy a Dolního Rakouska, nachází se zde mnoho přírodních i kulturních památek.
Na moravské straně:
- podél značné části toku zbytky opevnění ČSR z 30. let
- přírodní rezervace Bílý kříž, Podhradské skály, Na Bítovské cestě, U doutné skály, Růžový vrch, Tisová stráň
- vodní nádrž Vranov s hradem Bítov a zříceninou hradu Cornštejn
- přírodní památky Bau, Spálená, Petrovy skály, Orlí hnízdo
- barokní zámek Vranov nad Dyjí
- Národní park Podyjí
- vinice Šobes
- historické město Znojmo s hradem, podzemím a rotundou sv. Kateřiny
- premonstrátský klášter v Louce
- přírodní památky Dyjské svahy a Tasovické svahy
- vodní mlýn ve Slupi (na Mlýnské strouze)
- rotunda sv. Oldřicha v Hrádku
- přírodní památka Trávní dvůr
- římské archeologické naleziště Hradisko u Pasohlávek
- přírodní rezervace Věstonická nádrž
- kostel sv. Linharta na ostrůvku ve Věstonické nádrži
- chráněná krajinná oblast Pálava se zříceninou hradu Děvičky
- Mlýn v Nových Mlýnech
- archeologická naleziště v Dolních Věstonicích, nálezy z doby lovců mamutů, Věstonická venuše
- Národní přírodní rezervace Křivé jezero
- Lednicko-valtický areál (památka je na seznamu UNESCO)
- přírodní park Niva Dyje
- město Břeclav s renesančním zámkem
- velkomoravské archeologické naleziště Pohansko se zámečkem
- cenné lužní lesy při soutoku s řekou Moravou

Na rakouské straně:
- hrad Raabs
- zřícenina hradu Kollmitz
- středověké pevnostní městečko Drosendorf
- Hardegg (hrad a nejmenší rakouské město)
- národní park Thayatal
- Laa an der Thaya s termálními lázněmi

### Doprava
Dyje není v žádném úseku splavná a není tedy využívána k užitkové vodní dopravě. Pouze na několika místech je provozována vodní doprava turistická (Vranovská přehrada, Novomlýnská nádrž, Dyje nad Břeclaví).
Ani pro jiné druhy dopravy nemá údolí Dyje velký význam; v horním úseku je příliš úzké a klikaté, v dolním zase natolik široké, že ho není nutné dopravními cestami kopírovat. Počátkem 20. století existoval ambiciózní plán na vybudování železnice dyjským kaňonem ze Znojma až do Raabsu, ten však byl po osamostatnění Československa opuštěn. Velmi zhruba podél Dyje vede zčásti Trať 246 a také dálnice a železnice Brno – Břeclav.

### Vodáctví
Dyje je vodácky problematická a nepříliš využívaná řeka. Tok je přerušen několika přehradními nádržemi, do roku 1989 bylo navíc splouvání ve značné části toku zapovězeno pro polohu v hraničním pásmu, a zůstávalo komplikované až do úplného otevření hranice v roce 2004.
Prvním úsekem vhodným ke splouvání je Raabs (řkm 234) – Podhradí nad Dyjí (řkm 204); při vysokém stavu vody je možno plout už do Raabsu po Moravské Dyji. Úsek vede lesnatým kaňonem, kolem několika hradních zřícenin a historického městečka Drozdov (Drosendorf). Za Podhradím ovšem na řkm 200 začíná dlouhé jezero Vranovské přehrady. Na ni navazuje úsek vedoucí národním parkem Podyjí/Thayatal (řkm 173–133), kde je však plavba zakázána z důvodu ochrany přírody a vodního zdroje.
Plout je znovu možné teprve ze Znojma (řkm 132), kde je vodácká základna hned pod hrází vodní nádrže Znojmo. Přirozený meandrující tok odsud vede až k rakouským hranicím u Hevlína. Do Tasovic (řkm 121) vede koryto ještě kaňonem, poté zalesněnou nivou. Tok je lemován řadou objektů československého opevnění. Na tomto úseku je rozvinuta základní vodácká infrastruktura – půjčovny, tábořiště a občerstvení. Na většině jezů je zbudována skluzavka pro lodě. U Krhovic (řkm 118) je možné odbočit do 32 km dlouhého tzv. Dyjsko-mlýnského náhonu (též Mlýnská strouha, kanál Krhovice–Hevlín nebo Stará Dyje, německy Thayamühlbach), který protéká přes hodnotný vodní mlýn ve Slupi a skrz rakouské městečko Laa. Nedaleko před ním náhon překřižuje dva jiné toky po akvaduktech. Za Hevlínem se na řkm 90 opět vlévá do hlavního toku. Další plavbu již napřímeným zregulovaným korytem lze ukončit v Jevišovce (řkm 83,5, železniční zastávka 100 m od řeky), nejpozději je záhodno v Drnholci (řkm 79), kde se již tok zastavuje a rozšiřuje do jezer vodního díla Nové Mlýny.
Třetí vodácky zajímavá část Dyje začíná pod přehradou u Nových Mlýnů (řkm 46). Na úsek lužním lesem lze pod Bulharami navázat přetažením lodě na řkm 40,7 do Zámecké Dyje, starého meandrujícího koryta, které vede až do lednického zámeckého parku. Hlavní tok zatím vede dále regulovaným, ohrázovaným korytem. Řeka zde není vodácky nijak vybavená, plavbu znepříjemňují dva nesjízdné a smrtelně nebezpečné jezy (Bulhary, řkm 40,0, a Břeclav, řkm 26,9), potenciálně sjízdný je pouze jízek u minaretu (řkm 35,7). Nad břeclavským jezem lze plavbu ukončit. Z Břeclavi pak již Dyje teče volně liduprázdnou lužní krajinou, od řkm 20 po česko-rakouské hranici až do ústí do Moravy, kde končí české území. Z řeky Moravy lze po dalších 2 km plavby vystoupit u silničního mostu mezi Hohenau a Moravským Svätým Jánem.

### Mlýny
Mlýny jsou seřazeny po směru toku řeky.
- Vodní mlýn – Vranov nad Dyjí, okres Znojmo
- Klášterní mlýn – Znojmo-Louka, okres Znojmo, kulturní památka
- Tasovický mlýn – Tasovice, okres Znojmo, kulturní památka
- Vodní mlýn ve Slupi – Slup, okres Znojmo, národní kulturní památka
- Jaroslavický mlýn – Jaroslavice, okres Znojmo, kulturní památka
- Vodní mlýn v Dolních Věstonicích – Dolní Věstonice, okres Břeclav, zaniklý
- Mlýn v Nových Mlýnech – Nové Mlýny, okres Břeclav
- Zámecký mlýn (Nejdek) – Nejdek u Lednice, okres Břeclav, kulturní památka